# Lijst van Eerste Kamerleden 1971-1974
Lijst van Eerste Kamerleden 1971-1974 geeft een overzicht van de leden van de Nederlandse Eerste Kamer in de periode tussen de verkiezingen van 1971 en de verkiezingen van 1974. De zittingsperiode van de Eerste Kamer ging in op 11 mei 1971 en eindigde op 17 september 1974. 
De Eerste Kamer telde 75 leden, gekozen door de leden van Provinciale Staten in de elf provincies. Eerste Kamerleden werden gekozen voor een termijn van zes jaar; om de drie jaar werd de helft van de Eerste Kamer vernieuwd.
| Naam                         | politieke partij                        | KG  | begindatum        | einddatum         | refs   |
| ---------------------------- | --------------------------------------- | --- | ----------------- | ----------------- | ------ |
| Marius Agterberg             | Politieke Partij Radikalen              | II  | 16 januari 1973   | 20-09-1977 [ e ]  | [ 1 ]  |
| Wil Albeda                   | Anti-Revolutionaire Partij              | II  | 11 mei 1971       | 20-09-1977 [ e ]  | [ 2 ]  |
| Jan Baas                     | Volkspartij voor Vrijheid en Democratie | II  | 11 mei 1971       | 20-09-1977 [ e ]  | [ 3 ]  |
| Jan Beerekamp                | Christelijk-Historische Unie            | II  | 11 mei 1971       | 14 april 1974     | [ 4 ]  |
| Wiert Berghuis               | Anti-Revolutionaire Partij              | II  | 26 oktober 1971   | 20-09-1977 [ e ]  | [ 5 ]  |
| Tom Boekman                  | Communistische Partij Nederland         | IV  | 11 mei 1971       | 20-09-1977 [ e ]  | [ 6 ]  |
| Piet Boukema                 | Anti-Revolutionaire Partij              | III | 11 mei 1971       | 17 september 1974 | [ 7 ]  |
| Jan Broeksz                  | Partij van de Arbeid                    | I   | 11 mei 1971       | 17 september 1974 | [ 8 ]  |
| Edward Brongersma            | Partij van de Arbeid                    | IV  | 11 mei 1971       | 20-09-1977 [ e ]  | [ 9 ]  |
| Jan Christiaanse             | Anti-Revolutionaire Partij              | IV  | 19 juni 1973      | 20-09-1977 [ e ]  | [ 10 ] |
| Dien Cornelissen             | Katholieke Volkspartij                  | I   | 11 mei 1971       | 15 september 1971 | [ 11 ] |
| Isaäc Diepenhorst            | Anti-Revolutionaire Partij              | I   | 11 mei 1971       | 17 september 1974 | [ 12 ] |
| Cor van Dis                  | Staatkundig Gereformeerde Partij        | IV  | 11 mei 1971       | 5 januari 1973    | [ 13 ] |
| Wiebe Draijer                | Democraten 66                           | III | 11 mei 1971       | 17 september 1974 | [ 14 ] |
| Doeke Eisma                  | Democraten 66                           | II  | 11 mei 1971       | 20-09-1977 [ e ]  | [ 15 ] |
| Piet Elfferich               | Anti-Revolutionaire Partij              | IV  | 11 mei 1971       | 20-09-1977 [ e ]  | [ 16 ] |
| Jo Franssen                  | Katholieke Volkspartij                  | I   | 11 mei 1971       | 17 september 1974 | [ 17 ] |
| Wilhelm de Gaay Fortman      | Anti-Revolutionaire Partij              | IV  | 11 mei 1971       | 11 mei 1973       | [ 18 ] |
| Eddy de Geer van Oudegein    | Christelijk-Historische Unie            | I   | 11 mei 1971       | 17 september 1974 | [ 19 ] |
| Jacques Gooden               | Katholieke Volkspartij                  | I   | 11 mei 1971       | 17 september 1974 | [ 20 ] |
| Wessel Hartog                | Communistische Partij Nederland         | II  | 11 mei 1971       | 20-09-1977 [ e ]  | [ 21 ] |
| Jan Heij                     | Christelijk-Historische Unie            | II  | 11 mei 1971       | 20-09-1977 [ e ]  | [ 22 ] |
| Guus van Hemert tot Dingshof | Volkspartij voor Vrijheid en Democratie | I   | 25 september 1973 | 17 september 1974 | [ 23 ] |
| Lou Horbach                  | Katholieke Volkspartij                  | I   | 11 mei 1971       | 17 september 1974 | [ 24 ] |
| Johan van Hulst              | Christelijk-Historische Unie            | IV  | 11 mei 1971       | 20-09-1977 [ e ]  | [ 25 ] |
| Michel van Hulten            | Politieke Partij Radikalen              | II  | 25 mei 1971       | 7 december 1972   | [ 26 ] |
| Piet de Jong                 | Katholieke Volkspartij                  | I   | 11 mei 1971       | 17 september 1974 | [ 27 ] |
| Joop Kaulingfreks            | Katholieke Volkspartij                  | IV  | 24 augustus 1971  | 20-09-1977 [ e ]  | [ 28 ] |
| André Kloos                  | Partij van de Arbeid                    | III | 11 mei 1971       | 17 september 1974 | [ 29 ] |
| Sieto Knottnerus             | Christelijk-Historische Unie            | II  | 4 juni 1974       | 20-09-1977 [ e ]  | [ 30 ] |
| Gerard Kolthoff              | Partij van de Arbeid                    | II  | 25 mei 1971       | 20-09-1977 [ e ]  | [ 31 ] |
| Bram Koopman                 | Partij van de Arbeid                    | III | 25 mei 1971       | 17 september 1974 | [ 32 ] |
| Gerard van der Kruijs        | Katholieke Volkspartij                  | I   | 11 mei 1971       | 17 september 1974 | [ 33 ] |
| Bert van Kuik                | Katholieke Volkspartij                  | I   | 11 mei 1971       | 17 september 1974 | [ 34 ] |
| Willy Kweksilber             | Partij van de Arbeid                    | III | 10 juli 1973      | 17 september 1974 | [ 35 ] |
| Henk Letschert               | Katholieke Volkspartij                  | III | 11 mei 1971       | 17 september 1974 | [ 36 ] |
| Hendrik Louwes               | Volkspartij voor Vrijheid en Democratie | II  | 11 mei 1971       | 20-09-1977 [ e ]  | [ 37 ] |
| Adri Maaskant                | Partij van de Arbeid                    | II  | 11 mei 1971       | 20-09-1977 [ e ]  | [ 38 ] |
| Frans van der Maden          | Katholieke Volkspartij                  | II  | 11 mei 1971       | 20-09-1977 [ e ]  | [ 39 ] |
| Hein Maeijer                 | Katholieke Volkspartij                  | I   | 21 september 1971 | 17 september 1974 | [ 40 ] |
| Jan Maenen                   | Katholieke Volkspartij                  | I   | 11 mei 1971       | 17 september 1974 | [ 41 ] |
| Arnold Martini               | Democraten 66                           | I   | 11 mei 1971       | 17 september 1974 | [ 42 ] |
| Bob Mater                    | Partij van de Arbeid                    | I   | 11 mei 1971       | 17 september 1974 | [ 43 ] |
| Eibert Meester               | Partij van de Arbeid                    | II  | 11 mei 1971       | 20-09-1977 [ e ]  | [ 44 ] |
| Gérard Mertens               | Katholieke Volkspartij                  | I   | 11 mei 1971       | 17 september 1974 | [ 45 ] |
| Koert Meuleman               | Staatkundig Gereformeerde Partij        | IV  | 13 februari 1973  | 20-09-1977 [ e ]  | [ 46 ] |
| Gerard Nederhorst            | Partij van de Arbeid                    | II  | 11 mei 1971       | 20-09-1977 [ e ]  | [ 47 ] |
| Jan Niers                    | Katholieke Volkspartij                  | II  | 11 mei 1971       | 10 mei 1972       | [ 48 ] |
| Maarten de Niet              | Partij van de Arbeid                    | IV  | 11 mei 1971       | 20-09-1977 [ e ]  | [ 49 ] |
| Frederik Piket               | Christelijk-Historische Unie            | IV  | 11 mei 1971       | 20-09-1977 [ e ]  | [ 50 ] |
| Carel Polak                  | Volkspartij voor Vrijheid en Democratie | III | 11 mei 1971       | 17 september 1974 | [ 51 ] |
| Henk Rang                    | Democraten 66                           | IV  | 11 mei 1971       | 20-09-1977 [ e ]  | [ 52 ] |
| Jan Reijnen                  | Katholieke Volkspartij                  | II  | 16 mei 1972       | 20-09-1977 [ e ]  | [ 53 ] |
| Harm van Riel                | Volkspartij voor Vrijheid en Democratie | IV  | 11 mei 1971       | 20-09-1977 [ e ]  | [ 54 ] |
| Bertus de Rijk               | Partij van de Arbeid                    | IV  | 11 mei 1971       | 20-09-1977 [ e ]  | [ 55 ] |
| Dirk Rijnders                | Christelijk-Historische Unie            | II  | 11 mei 1971       | 20-09-1977 [ e ]  | [ 56 ] |
| Willem Russell               | Katholieke Volkspartij                  | III | 11 mei 1971       | 17 september 1974 | [ 57 ] |
| Paula van Schaveren          | Democraten 66                           | III | 25 mei 1971       | 17 september 1974 | [ 58 ] |
| Kees Schelfhout              | Katholieke Volkspartij                  | IV  | 11 mei 1971       | 28 juli 1971      | [ 59 ] |
| Norbert Schmelzer            | Katholieke Volkspartij                  | IV  | 11 mei 1971       | 6 juli 1971       | [ 60 ] |
| Wim Schuijt                  | Katholieke Volkspartij                  | IV  | 24 augustus 1971  | 20-09-1977 [ e ]  | [ 61 ] |
| Bert Schwarz                 | Democraten 66                           | IV  | 11 mei 1971       | 20-09-1977 [ e ]  | [ 62 ] |
| Fons van der Stee            | Katholieke Volkspartij                  | II  | 11 mei 1971       | 14 juli 1971      | [ 63 ] |
| Eef Steenbergen              | Partij van de Arbeid                    | III | 11 mei 1971       | 17 september 1974 | [ 64 ] |
| Piet Steenkamp               | Katholieke Volkspartij                  | III | 11 mei 1971       | 17 september 1974 | [ 65 ] |
| Jan Teijssen                 | Katholieke Volkspartij                  | I   | 11 mei 1971       | 17 september 1974 | [ 66 ] |
| Frits Terwindt               | Katholieke Volkspartij                  | II  | 24 augustus 1971  | 20-09-1977 [ e ]  | [ 67 ] |
| Theo Thurlings               | Katholieke Volkspartij                  | I   | 11 mei 1971       | 17 september 1974 | [ 68 ] |
| Pieter Tjeerdsma             | Anti-Revolutionaire Partij              | III | 11 mei 1971       | 17 september 1974 | [ 69 ] |
| Jacques Tonnaer              | Politieke Partij Radikalen              | I   | 11 mei 1971       | 17 september 1974 | [ 70 ] |
| Maurits Troostwijk           | Partij van de Arbeid                    | IV  | 11 mei 1971       | 20-09-1977 [ e ]  | [ 71 ] |
| Rien Verburg                 | Partij van de Arbeid                    | I   | 11 mei 1971       | 17 september 1974 | [ 72 ] |
| Wim Vergeer                  | Katholieke Volkspartij                  | I   | 11 mei 1971       | 17 september 1974 | [ 73 ] |
| Anne Vermeer                 | Partij van de Arbeid                    | II  | 11 mei 1971       | 20-09-1977 [ e ]  | [ 74 ] |
| Hugo Versloot                | Partij van de Arbeid                    | IV  | 25 mei 1971       | 20-09-1977 [ e ]  | [ 75 ] |
| Irene Vorrink                | Partij van de Arbeid                    | III | 11 mei 1971       | 11 mei 1973       | [ 76 ] |
| Klaas de Vries               | Christelijk-Historische Unie            | III | 8 juni 1971       | 17 september 1974 | [ 77 ] |
| Nico Vugts                   | Katholieke Volkspartij                  | IV  | 11 mei 1971       | 20-09-1977 [ e ]  | [ 78 ] |
| Ym van der Werff             | Volkspartij voor Vrijheid en Democratie | I   | 11 mei 1971       | 17 september 1974 | [ 79 ] |
| Hein van Wijk                | Pacifistisch Socialistische Partij      | III | 11 mei 1971       | 17 september 1974 | [ 80 ] |
| Bob de Wilde                 | Volkspartij voor Vrijheid en Democratie | III | 8 juni 1971       | 17 september 1974 | [ 81 ] |
| Johan Witteveen              | Volkspartij voor Vrijheid en Democratie | I   | 8 juni 1971       | 1 september 1973  | [ 82 ] |
| Kees IJmkers                 | Communistische Partij Nederland         | III | 11 mei 1971       | 17 september 1974 | [ 83 ] |
| Dick de Zeeuw                | Katholieke Volkspartij                  | II  | 25 mei 1971       | 20-09-1977 [ e ]  | [ 84 ] |
| Jan Zoon                     | Partij van de Arbeid                    | III | 11 mei 1971       | 17 september 1974 | [ 85 ] |
| Guus Zoutendijk              | Volkspartij voor Vrijheid en Democratie | IV  | 11 mei 1971       | 20-09-1977 [ e ]  | [ 86 ] |